# Günzburg
Günzburg je velké okresní město stejnojmenného okresu v německé spolkové zemi Bavorsko. Leží ve Švábsku, asi 20 km severovýchodně od Ulmu, na soutoku Dunaje s řekou Günz, která mu dala jméno. Má přibližně dvacet tisíc obyvatel.

## Administrativní členění
Město se skládá s osmi místních částí včetně historického jádra.

## Historie
Vyvýšené místo na soutoku dvou řek bylo osídleno už v neolitu, v sousedním Leipheimu byl nalezen keltský vozový hrob. Kolem roku 70 n. l. zde Římané založili významný vojenský tábor k ochraně mostu přes Dunaj a severní hranice říše, který museli po alamanských vpádech roku 260 obnovit.  V pramenech se uvádí jako Castellum Guntia, Gontia nebo Contia; jméno je odvozeno od jména řeky a pravděpodobně od jména keltské bohyně. Tábor ležel v blízkosti současného kostela sv.Martina a patřil mezi největší severně od Alp: při vykopávkách zde archeologové odkryli několik tisíc hrobů.
Po odchodu Římanů roku 488 zde sídlili Alamané a kolem roku 600 se zmiňuje nedaleký hrad Reisensburg (latinsky Ricinis) jako jeden z pěti nejvýznamnějších alamanských hradů. V roce 1065 je poprvé zmíněno samotné město a to pod jménem Gunceburch.

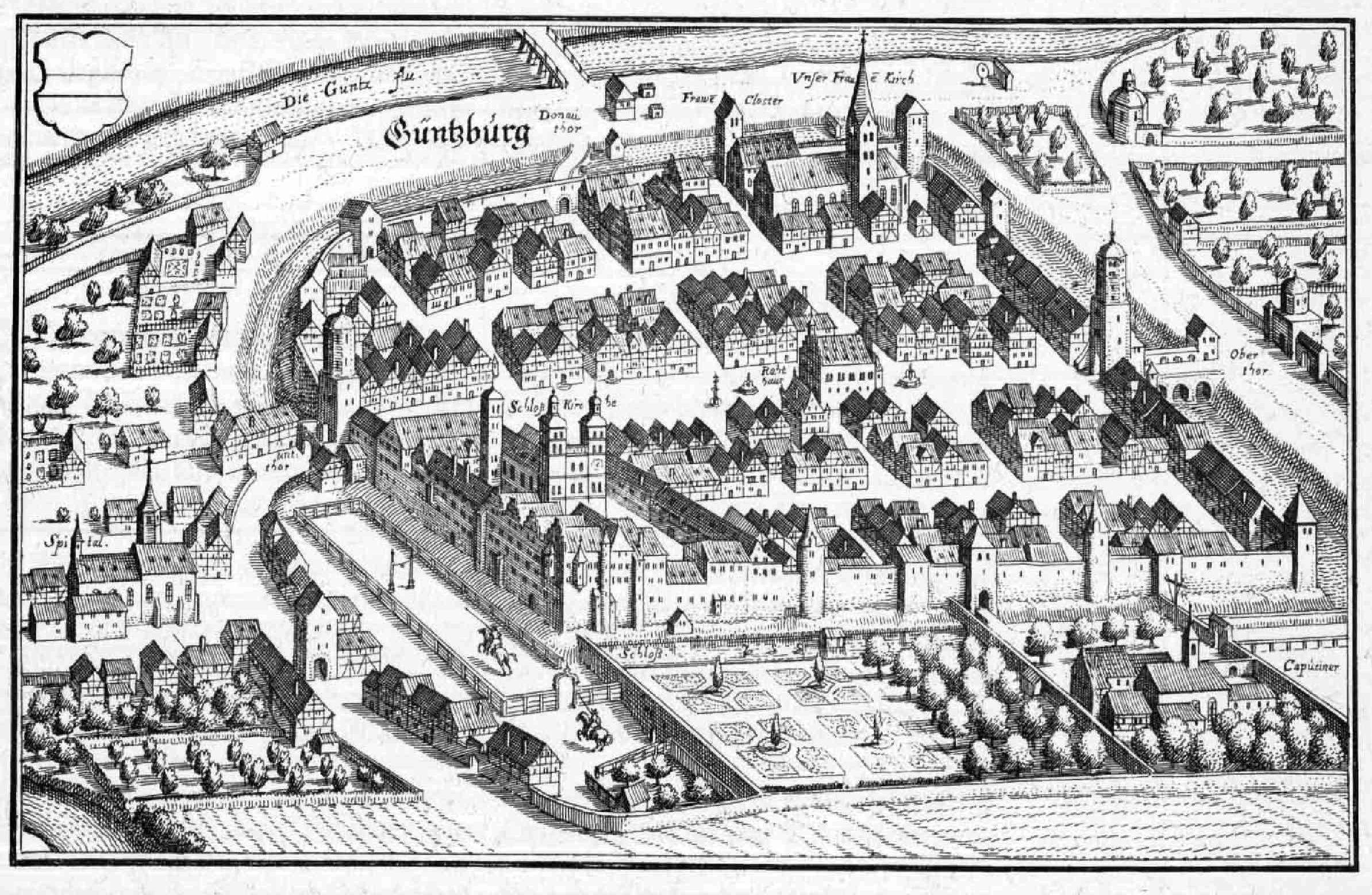
Günzburg na Merianově plánu z let 1643–1656

Od roku 1301 patřilo Habsburkům a když byli koncem 15. století Židé vypuzeni z Ulmu, usadili se většinou v Günzburgu. Vznikla zde jedna z největších židovských osad v jižním Německu a její představený Šimon ben Eliezer (1506-1585) měl živé kontakty s císařem Karlem V. Dodnes je Ginzburg poměrně rozšířené židovské příjmení. Roku 1525 se v okolí odehrávala jedna z nejvýznamnějších fází Selské války a tisíce sedláků plundrovaly kláštery a šlechtická sídla. Krátce je vedl rytíř Götz von Berlichingen, který se s nimi však brzy rozešel, a početné vojsko z Durynska, vedené Thomasem Müntzerem, bylo v květnu 1525 poraženo. Vůdcové byli pochytáni a popraveni a několik tisíc sedláků bylo zabito. 
Arcivévoda Ferdinand II. Tyrolský si zvolil Günzburg za jedno ze svých rezidenčních měst a zbudoval si zde zámek.

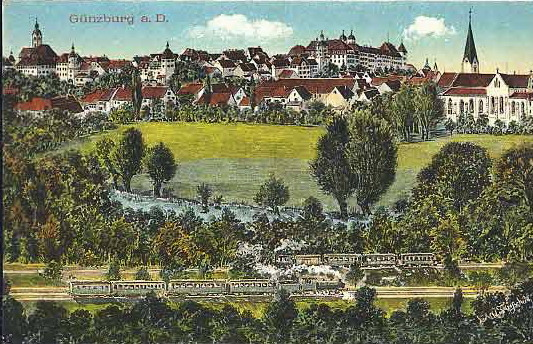
Pohlednice z roku 1918

Ve třicetileté válce město silně utrpělo a počet obyvatel poklesl na třetinu. Městu byla naopak nakloněna císařovna Marie Terezie, která zde založila úspěšnou mincovnu, kde se razily tereziánské tolary, nejrozšířenější stříbrná měna světa. Zřídila také piaristické školy pro chlapce a pro děvčata. Prešpurským mírem roku 1806 připadlo město k Bavorsku, čemuž se obyvatelé dlouho vzpírali.
Roku 1853 spojila železnice Günzburg s Mnichovem a Stuttgartem, následovala Podunajská dráha Ulm - Augsburg a další, což otevřelo Günzburg průmyslu. V dubnu 1945 bylo město bombardováno Spojenci, ale přesto počet obyvatel vzrostl.

## Doprava
Günzburg je stanicí na dvoukolejné elektrifikované trati Mnichov–Augsburg–Ulm–Stuttgart vlaků InterCity. Zdejší nádraží leží na Podunajské železnici a začíná zde také trať do Mindelheimu.
Jižně od města probíhá dálnice A8 Mnichov - Stuttgart, která se západně od města křižuje se silnicí B16.
Městem prochází Dunajská cyklostezka, EV 6.

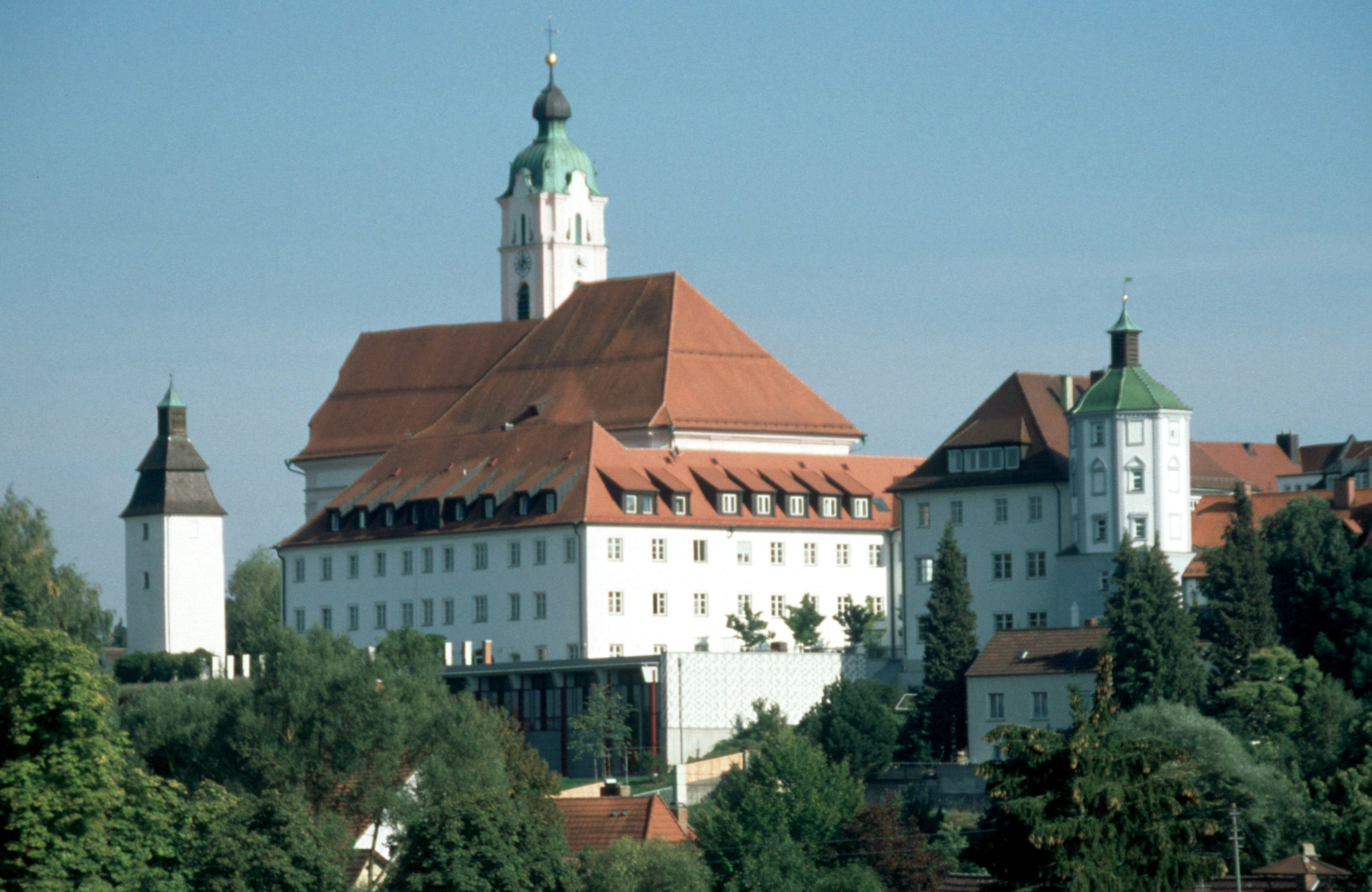
Panoráma města: Kostel, zámek a Kraví věž

## Památky

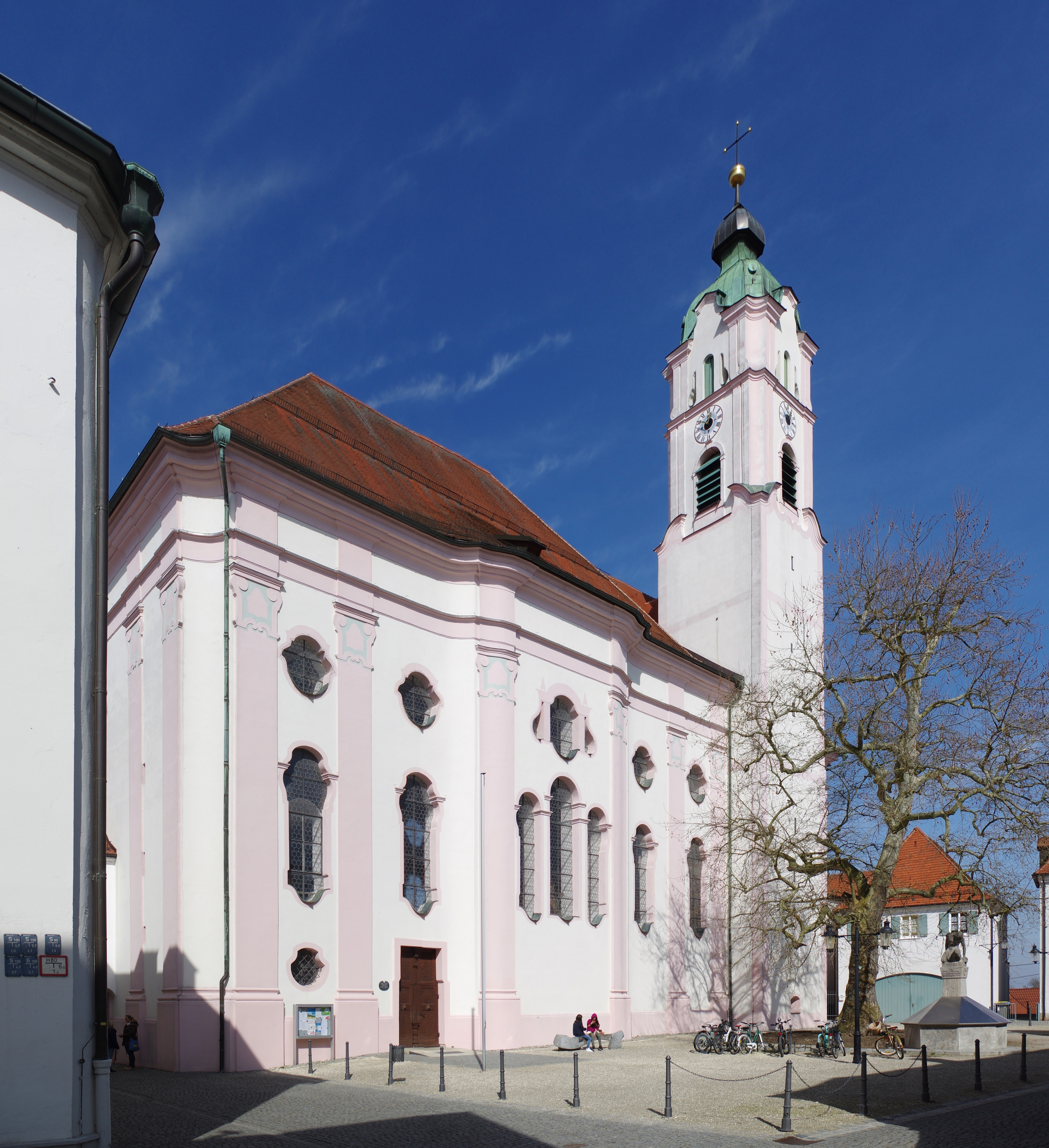
Kostel Panny Marie (1741)

- Historické jádro města kolem Tržního náměstí (Marktplatz) se zámkem, část městského opevnění se čtyřmi věžemi: Kraví věží (Kuhturm), Ptačí věží (Vodelturm), Věží čarodějnic (Hexenturm) a Dolní branou (Unteres Tor), má řadu historických domů a je chráněnou památkovou zónou.
- Markraběcí zámek s Dvorním kostelem – vystavěn Ferdinandem Tyrolským po polovině 16. století, v 19. století přestavěn; za 2. světové války vybombardován a poté adaptován na kanceláře
- Hrad Reisensburg, konferenční centrum univerzity Ulm
- Farní kostel Panny Marie (Frauenkirche)  rokoková stavba z let 1736-1741 podle plánů Dominika Zimmermanna na místě staršího kostela, věž je ve zdivu gotická z doby kolem roku 1370.
- Bývala rakouská kasárna z 80. let 18. století, nyní škola

## Turistické atrakce
- Regionální muzeum
- Zábavní park Legoland, vystavěný na ploše 1,2 km nedaleko města v roce 2002.

## Rodáci
- Petra Kelly (1947–1992), politička a spoluzakladatelka Strany zelených
- Nechvalně známým günzburským rodákem byl lékař a důstojník SS Josef Mengele, který dělal v osvětimském koncentračním táboře sadistické pokusy na dětech a vězních. Od 8. března 2005 ve městě stojí památník jeho obětem.
- Jeho otec Karl Mengele (1884–1959), úspěšný výrobce zemědělských strojů a čestný občan města.